# 程序變數
过程变量（process variable，簡稱PV）是指受控过程的狀態变量（state variable），像是鍋爐中的溫度即為一例，鍋爐目前的溫度是过程变量，而希望鍋爐達到的溫度即為目標值 (set point，簡稱SP)。

## 过程变量和控制系統

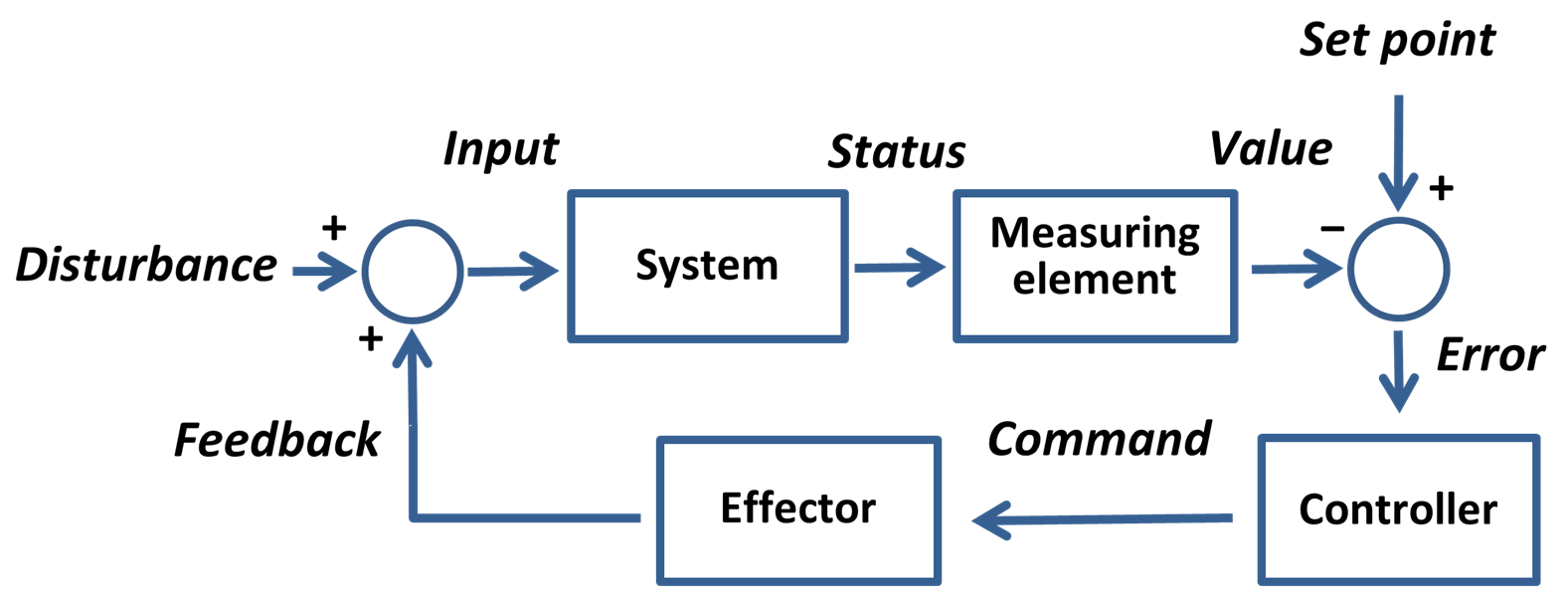
负反馈的方塊圖，目的是要維持PV = SP

過程變數的量測是控制系統中重要的一部份，若要維持过程的精確性，就需要精確的测量当前状态变量，并且通过不同的系统输入（system input）控制过程变量达到目標值。
常見的過程變數有压强、温度、液面高度及流量, 此外還有許多不同控制系統關注的過程變數。
控制系統會用目標值（SP）和過程變數（PV）之間的誤差進行控制，目的是讓過程變數的值等於目標值。像PID控制器就常用在這類的控制系統中。